# Chilomycterus reticulatus
Chilomycterus reticulatus es una especie de peces de la familia Diodontidae en el orden de los Tetraodontiformes.

## Morfología
Los machos pueden llegar alcanzar los 55 cm de longitud total.

## Alimentación
Come invertebrado s de cáscara dura.

## Hábitat
Es un pez de mar de clima subtropical y asociado a los  arrecifes de coral que vive entre 20-100 m de profundidad

## Distribución geográfica
Se encuentra en el Atlántico oriental (desde Portugal hasta Namibia, incluyendo  Madeira y Canarias), el Atlántico occidental (Bermuda e Indias Occidentales), al oeste del Índico (Reunión y Mauricio), (Indonesia y el noroeste de Australia )